# Yarabina
Yarabina is een geslacht van rechtvleugeligen uit de familie Mogoplistidae. De wetenschappelijke naam van dit geslacht is voor het eerst geldig gepubliceerd in 1994 door Otte.

## Soorten
Het geslacht Yarabina omvat de volgende soorten:
- Yarabina alawara Otte & Alexander, 1983
- Yarabina australicus Chopard, 1925
- Yarabina dardoana Otte & Alexander, 1983
- Yarabina indiwara Otte & Alexander, 1983